# Cornereva, Caraș-Severin
Cornereva (în maghiară: Somosréve, în germană: Korniarewa) este satul de reședință al comunei cu același nume din județul Caraș-Severin, Banat, România.